# Underdog (песня Алиши Киз)
«Underdog» — песня американской соул-исполнительницы Алиши Киз, вышедшая 9 января 2020 года на лейбле RCA. Она стала третьим синглом с предстоящего студийного альбома Alicia.
27 марта 2020 года вышел ремикс песни в исполнении Киз и музыкантов регги Protoje и Chronixx. К августу 2020 года сингл получил золотую сертификацию в США от ассоциации RIAA.

## История
«Underdog» был выпущен для поп-радио в качестве третьего официального сингла с альбома в январе 2020 года. Соответствующий музыкальный видеоклип на песню был выпущен в первой половине января 2020 года.
7 февраля 2020 года сингл «Underdog» дебютировал на 93-м месте в американском хит-параде Billboard Hot 100, став вторым синглом с альбома Alicia в чарте Hot 100. «Underdog» позднее достиг 69-го места.

## Музыкальное видео
Музыкальное видео вышло 9 января 2020 года. Режиссёр Wendy Morgan. На видео показали обычных людей, стремящихся улучшить свои повседневные обстоятельства, которые пересекаются с динамичными выступлениями Алиши Киз.

## Концертные выступления
Киз исполнила песню «Underdog» вместе с Brittany Howard (на акустической гитаре) на 62-й церемонии Грэмми-2020. 29 марта 2020 года Киз выступала на концерте iHeart Media’s Living Room Concert for America, для сбора средств в фонд борьбы с пандемии коронавируса.